# Саркісян Армен Варданович
Арме́н Варда́нович Саркіся́н (вірм. Արմեն  Վարդանի  Սարգսյան; нар. 23 червня 1953) — Президент Вірменії з 9 квітня 2018 до 1 лютого 2022. Прем'єр-міністр Вірменії з 4 листопада 1996 до 20 березня 1997. Раніше обіймав посаду посла Вірменії у Великій Британії. Працював викладачем у Кембриджському університеті на час, коли Вірменія здобула незалежність від Радянського Союзу. Обіймав посаду одного з директорів організації «Eurasia House».
З 2013 року був довіреною особою Міжнародної школи Діліжана у Вірменії. У січні 2018 року він одержав від вірменського президента Сержа Саргсяна пропозицію стати кандидатом від урядової Республіканської партії на президентських виборах у Вірменії.
Армен Саркісян є членом «Глобальної фундації лідерства», організації, що працює на підтримку демократичного лідерства та задля запобігання та вирішення конфліктів шляхом посередництва, як і задля сприяння якісному урядуванню у формі демократичних інституцій, відкритих ринків, прав людини та верховенства права. Це вона робить шляхом поширення досвіду від колишніх до нинішніх національних лідерів. «Глобальна фундація лідерства» є неприбутковою організацією, у якій працюють колишні голови урядів, високі посадовці держав і міжнародних організацій, що тісно співпрацюють з головами урядів щодо пов'язаних із урядуванням проблем.
Протягом листопада 2020 року проводив політичні консультації у зв'язку з підписанням 10 листопада тристоронньої заяви провів зустрічі з парламентськими і позапарламентськими силами, громадськими організаціями і окремими особами, у тому числі з діаспори. У листопаді 2020 року закликав до відставки Прем'єр-міністра Вірменії Нікола Пашиняна і позачергових виборів, оскільки вважав неминучими позачергові вибори, щоб вберегти країну від потрясінь після підписання «карабаського миру».

## Біографія
- 1970–1976 — Єреванський державний університет.
- 1976–1978 — аспірантура Єреванського державного університету. Кандидат фізико-математичних наук.
- 1979–1984 — асистент кафедри фізики ЄДУ.
- 1984–1985 — викладач Кембриджського університету (Велика Британія).
- 1985–1992 — викладач теоретичної фізики в альма-матер.
- 1990–1992 — завідувач кафедрою складних технологій і комп'ютерного моделювання.
- 1992–1993 — посол Вірменії у Великій Британії.
- 1993–1994 — генеральний посол Вірменії в Європі та Євросоюзі.
- 1995–1996 — посол Вірменії в королівстві Бельгія, керівник європейської католицької громади Вірменії, посол у Ватикані, посол у Люксембурзі.
- 1996–1997 — прем'єр-міністр Вірменії.
- 1998–2000 — надзвичайний та повноважний посол Вірменії у Великій Британії.
- 2 березня 2018 обраний Президентом Вірменії. Він став першим президентом цієї країни, обраним у парламенті, а не шляхом загальнонародних виборів[4]. Подав у відставку 23 січня 2022 року[5]. 1 лютого 2022 року його повноваження офіційно припинили[2].